# Перо маркіза де Сада
«Перо маркіза де Сада» (англ. Quills) — історична драма 2000 року, знята Філіпом Кауфманом за однойменною п'єсою Дага Райта, який також написав сценарій.
У фільмі переосмислені останні роки ув'язнення Маркіза де Сада в божевільні Черентоні в Сен-Моріс. Головні ролі виконали: Джеффрі Раш у ролі де Сада, Кейт Вінслет у ролі прачки Мадлен «Медді» ЛеКлер, Хоакін Фенікс у ролі абата де Кульм'є і Майкл Кейн у ролі доктора Руає-Коллара.

## Сюжет
У Парижі ув'язнений Маркіз де Сад перебуває в притулку Черентон, під наглядом абата Кульм'є. Маркіз публікує свої твори через прачку Мадлен «Мадді» Леклер, яка таємно передає рукописи через анонімного вершника до видавця. Останній твір маркіза, «Жюстіна», опублікований на чорному ринку, здобуває великий успіх. Імператор Наполеон I Бонапарт наказує спалити всі примірники та розстріляти автора, але його радник Дельбене пропонує інший план: відправити доктора Роєр-Коллара для приборкання маркіза. Тим часом абат навчає Мадлен читати й писати.
Доктор Роєр-Коллар прибуває до притулку. Абат відкидає його пропозиції агресивних застарілих «лікувальних» методів і розмовляє з маркізом, який присягається бути слухняним. Роєр-Коллар їде до монастиря Пантемон у Парижі, щоб забрати свою наречену, неповнолітню Сімону. Імператор дарує їм занедбаний замок, а молодий архітектор Пруї займається його реконструкцією.
Поспішний шлюб викликає багато пліток у притулку, що спонукає маркіза написати фарс для публічної вистави під назвою «Злочини кохання». Вистава переривається, коли в'язень Бушон нападає на Мадлен за кулісами, і вона б'є його по обличчю праскою. Роєр-Коллар закриває публічний театр і вимагає від абата жорсткіше контролювати маркіза. Розлючений абат конфіскує пера та чорнила маркіза, що спонукає його до ще більш підривної поведінки, зокрема написання історії вином на простирадлах і кров'ю на одязі. Зрештою, маркіза залишають голим у порожній камері. Служниця розкриває, що Мадлен допомагала маркізу. За наказом Роєр-Коллара Мадлен б'ють батогом, але абат зупиняє це, пропонуючи себе замість неї та оголошуючи, що її відправлять геть. Тієї ночі Мадлен приходить до покоїв абата, благаючи не відсилати її, і зізнається у коханні до нього, після чого він цілує її, але раптово відсторонюється.
Тим часом Роєр-Коллар ґвалтує Сімону в їхню першу шлюбну ніч. Вона купує примірник «Жюстіни», спокушає Пруї, і закохані втікають разом. Сімона залишає листа з поясненням своїх дій і свій примірник «Жюстіни». Дізнавшись про це, Роєр-Коллар звинувачує маркіза у своїх бідах і розпочинає кампанію помсти.
Перед відправленням із Черентон Мадлен благає маркіза розповісти їй останню історію, яку мають передати через інших в'язнів. Бушон, останній у ланцюжку, збуджується від історії, виривається з камери та вбиває Мадлен. Притулок підпалює піроман Дофін, і в'язні вириваються зі своїх камер.
Тіло Мадлен знаходять її сліпа мати та абат у чані для прання. Бушона ловлять і ув'язнюють у залізній клітці. Абат звинувачує маркіза у смерті Мадлен і доводить його до сказу. Маркіз заявляє, що мав із Мадлен стосунки всіма можливими способами, але йому кажуть, що вона померла незайманою. Абат відрізає маркізу язик як покарання. Згодом абат бачить сон, у якому займається сексом із трупом Мадлен. Здоров'я маркіза погіршується, але він продовжує писати історію в своїй камері, використовуючи фекалії як чорнила. Помираючи, маркіз отримує від абата останнє причастя та хрест для цілування, але зухвало ковтає хрест і задихається.
Через рік новий абат прибуває до Черентона і отримує екскурсію. Притулок перетворено на друкарню, де в'язні працюють над виданням творів маркіза. Наприкінці екскурсії новий абат зустрічає свого попередника, який перебуває в старій камері маркіза. Той благає папір і перо, але нового абата відводить Роєр-Коллар, який тепер керує притулком. Проте відкривається віконце, і мати Мадлен передає папір, перо та чорнила. Абат починає несамовито писати від імені маркіза.

## Акторський склад
| Актор           | Роль                                      |
| --------------- | ----------------------------------------- |
| Джеффрі Раш     | Маркіз де Сад                             |
| Кейт Вінслет    | Мадлен «Медді» ЛеКлер прачка              |
| Хоакін Фенікс   | Абат де Кульм'є член ордену Премонстранти |
| Майкл Кейн      | Антуан-Атанас Роєр-Коллар психіатр        |
| Біллі Вайтлоу   | Мадам ЛеКлер економка та мати Мадлен      |
| Стівен Маркус   | Бушон ув'язнений                          |
| Амелія Ворнер   | Сімона неповнолітня наречена Роєр-Коллара |
| Стівен Моєр     | Пруї архітектор                           |
| Рон Кук         | Наполеон І Бонапарт                       |
| Патрік Мелахайд | Дельбен радник Наполеона                  |

## Виробництво
Інтер'єрні декорації «Черентона» були побудовані на студії Pinewood Studios, де відбувалася більша частина зйомок. Для зображення екстер'єрів Франції початку 19-го століття використали Оксфордшир, Бедфордшир і Лондон. Сценарист та драматург Даг Райт був постійно присутній на знімальному майданчику, допомагаючи акторам і продюсерам інтерпретувати сценарій і втілювати своє бачення в життя. Кастинг-директори Донна Айзексон і Прісцилла Джон набрали кілька акторів з трупи акторів-інвалідів, щоб ті зіграли ролі ув'язнених у Черентоні.

## Музика
Саундтрек до фільму був випущений лейблом RCA Victor 21 листопада 2000 року з музикою оскароносного композитора Стівена Ворбека.
| #   | Назва                            | Тривалість |
| --- | -------------------------------- | ---------- |
| 1.  | «The Marquis and the Scaffold»   | 3:08       |
| 2.  | «The Abbe and Madeleine»         | 2:19       |
| 3.  | «The Convent»                    | 2:22       |
| 4.  | «Plans for a Burial»             | 1:18       |
| 5.  | «Dream of Madeleine»             | 4:42       |
| 6.  | «Royer-Collard and Bouchon»      | 4:15       |
| 7.  | «Aphrodisiac»                    | 2:59       |
| 8.  | «The Last Story»                 | 7:35       |
| 9.  | «The Marquis' Cell at Charenton» | 4:38       |
| 10. | «The End: A New Manuscript»      | 7:32       |
| 11. | «The Printing Press»             | 2:22       |

Традиційна французька дитяча пісня «Au Clair de la Lune», початкові ноти якої повторюються впродовж усього фільму (зазвичай її наспівує Маркіз), не увійшла до офіційного саундтреку. Пісню співає Джон Гемвей у початковій сцені відсікання голови, яка була знята в Оксфорді.

## Випуск
Прем'єра фільму відбулася на кінофестивалі в Тельюрайді 2 вересня 2000 року. Фільм вийшов в обмежений прокат 22 листопада 2000 року, а в широкий — 15 грудня 2000 року. За перший вікенд у дев'яти кінотеатрах фільм заробив $249,383. Загалом фільм приніс $7,065,332 у внутрішньому прокаті та $10,923,895 за кордоном, що становить $17,989,227.

## Нагороди і номінації
| Рік  | Нагорода                           | Категорія                              | Номінація                       | Результат | Пос    |
| ---- | ---------------------------------- | -------------------------------------- | ------------------------------- | --------- | ------ |
| 2000 | Оскар                              | Найкраща чоловіча роль                 | Джеффрі Раш                     | Номінація | [ 10 ] |
| 2000 | Оскар                              | Найкраща робота художника-постановника | Мартін Чайлдс та Джилл Куїртьєр | Номінація | [ 10 ] |
| 2000 | Оскар                              | Найкращий дизайн костюмів              | Жаклін Вест                     | Номінація | [ 10 ] |
| 2000 | BAFTA                              | Найкраща чоловіча роль                 | Джеффрі Раш                     | Номінація |        |
| 2000 | BAFTA                              | Найкраща робота художника-постановника | Мартін Чайлдс                   | Номінація |        |
| 2000 | BAFTA                              | Найкращий дизайн костюмів              | Жаклін Вест                     | Номінація |        |
| 2000 | BAFTA                              | Найкращий грим та зачіски              | чПітер Кінг та Нуала Конвей     | Номінація |        |
| 2000 | Золотий глобус                     | Найкраща чоловіча роль — драма         | Джеффрі Раш                     | Номінація | [ 11 ] |
| 2000 | Золотий глобус                     | Найкращий сценарій                     | Даг Райт                        | Номінація | [ 11 ] |
| 2000 | Премія Гільдії кіноакторів         | Найкраща чоловіча роль                 | Джеффрі Раш                     | Номінація |        |
| 2000 | Премія Гільдії кіноакторів         | Найкраща жіноча роль другого плану     | Кейт Вінслет                    | Номінація |        |
| 2000 | Національна рада кінокритиків США  | Найкращий фільм                        | Quills                          | Перемога  | [ 12 ] |
| 2000 | Премія Гільдії сценаристів Америки | Премія Пола Селвіна                    | Даг Райт                        | Перемога  |        |